# Izhanca
Izhanca (albanska: Izhanca, serbiska: Ižance) är en by i Kosovo. Den ligger i kommunen Shtërpca. Enligt den senaste folkräkningen år 2011 fanns det 89 invånare.

## Demografi
| Demografi | 2011 |
| --------- | ---- |
| albaner   | 88   |
| serber    | 1    |